# Kanice
Kanice (deutsch Kanitz) ist eine Gemeinde in Tschechien. Sie liegt elf Kilometer nordöstlich des Stadtzentrums von Brno und gehört zum Okres Brno-venkov.

## Geographie
Kanice befindet sich im Drahaner Bergland. Das von Wäldern umgebene Dorf liegt am südlichen Rand des Landschaftsschutzgebietes Moravský kras und wird vom Bach Hlávečný potok durchflossen. Nördlich erheben  sich die Baba (496 m) und Vysoká (492 m) sowie im Osten die Skalka (478 m).
Nachbarorte sind Habrůvka und Křtiny im Norden, Březina im Nordosten, Nový Dvůr, Lhotky und Obce im Osten, Ochoz u Brna im Südosten, Řícmanice im Südwesten sowie Ptačinek und Babice nad Svitavou im Nordwesten.

## Geschichte
Die erste schriftliche Erwähnung der zur Herrschaft Nový hrad gehörigen Ansiedlung erfolgte im Jahre 1365 als Besitz des Čeněk Krušina von Lichtenburg. Kanice bestand zu dieser Zeit aus einem Hegerhaus sowie einigen Häusern, in denen Bauern, Köhler und Holzfäller lebten. Zudem bestand eine Kalkbrennerei. Nach der Zerstörung der Burg Nový hrad durch die Schweden während des Dreißigjährigen Krieges wurde Kanice an die Herrschaft Pozořice angeschlossen. Seit dem 18. Jahrhundert gehörte Kanice als Katastralgemeinde zu Řícmanice, beide Dörfer verwendeten ein gemeinsames Siegel.
Nach der Aufhebung der Patrimonialherrschaften bildete Kanice einen Ortsteil der Gemeinde Řícmanice in der Bezirkshauptmannschaft Brünn. 1867 entstand die Gemeinde Kánice. In den 50 Häusern des Dorfes lebten zu dieser Zeit 354 Menschen. 1921 wurde Kanice dem Okres Brno-venkov zugeordnet. Zwischen 1948 und 1960 war die Gemeinde Teil des Okres Brno-okolí. Kanice gehört heute der Mikroregion Časnýř an.
In Kanice befindet sich ein Teil des Archivs der Sicherheitsdienste. Es werden hier unter anderem die Unterlagen des kommunistischen Geheimdienstes Státní bezpečnost aufbewahrt.

## Gemeindegliederung
Für die Gemeinde Kanice sind keine Ortsteile ausgewiesen.

## Partnergemeinde
- Spillern, Österreich, seit 2003